# Саламатовське
Салама́товське (рос. Саламатовское) — село у складі Варгашинського району Курганської області, Росія. Входить до складу Південної сільської ради.
Населення — 93 особи (2010, 117 у 2002).